# Matteo Creatini
Matteo Creatini, noto anche con lo pseudonimo di Matteo Crea (Firenze, 25 novembre 1995), è un attore e cantante italiano, candidato al David di Donatello per la migliore canzone originale per Margini.

## Biografia
Nato nel 1995 a Firenze, ma cresciuto a Rosignano Solvay, ha incominciato a scrivere canzoni e a suonare la chitarra fin da quando era piccolo e nel 2006 ha debuttato al cinema a undici anni nel film N (Io e Napoleone) di Paolo Virzì.
Nel 2014 ha interpretato il protagonista Edo in Short Skin - I dolori del giovane Edo, incentrato sul difficile rapporto con il sesso di un giovane affetto da fimosi.
Nello stesso anno ha debuttato come cantante pubblicando l'EP Always C.R.E.A.M., in collaborazione con il gruppo milanese Always Fresh Motherfucker, e l'anno seguente ha pubblicato MxM con il nome di Crema. In seguito ha nuovamente cambiato nome al suo progetto musicale prima in CreMa dé Sodaboy, pubblicando gli EP Sodaboy (2016) e Ce l'ho fatta vol. 1 (2017), e poi in Sodaboi, con cui ha firmato l'EP Problemi nel 2018.
Nel 2019 ha preso parte al cortometraggio di Emilia Mazzacurati Manica a vento. Nel 2022 ha interpretato Iacopo, uno dei tre protagonisti del film Margini, diretto da Niccolò Falsetti. Il film gli ha valso una candidatura al David di Donatello per la migliore canzone originale e al Nastro d'argento per la migliore canzone originale per la canzone La palude.
Nello stesso anno si è esibito al Firenze Rocks, in apertura ai Green Day e pubblica, con il nome Matteo Crea, l'album Io non sono mai felice. Inoltre, il suo singolo A casa dei miei è stato inserito da Apple Music nel programma Up Next Italia, esibendosi in piazza del Liberty a Milano.

## Filmografia
- N (Io e Napoleone), regia di Paolo Virzì (2006)
- Short Skin - I dolori del giovane Edo, regia di Duccio Chiarini (2014)
- Manica a vento, regia di Emilia Mazzacurati – cortometraggio (2019)
- Margini, regia di Niccolò Falsetti (2022)

## Discografia

### Album in studio
- 2022 – Io non sono mai felice

### EP
- 2014 – Always C.R.E.A.M. (con Always Fresh Motherfuckers)
- 2015 – MXM (come Crema)
- 2016 – Sodaboy (come CreMa dé Sodaboy)
- 2017 – Ce l'ho fatta vol. 1 (come CreMa dé Sodaboy)
- 2018 – Problemi (come Sodaboi)

### Singoli
- 2022 – A casa dei miei
- 2022 – Non ci riesco
- 2022 – Chiamerei
- 2025 – Posto fisso
- 2025 – Che Guevara

## Riconoscimenti
- Apple Music
  - 2022 – Inserimento nel portale dei talenti emergenti come artista Up Next Italia[22]
- David di Donatello
  - 2023 – Candidatura alla migliore canzone originale per La palude
- Nastro d'argento
  - 2023 – Candidatura alla migliore canzone originale per La palude